# Кочкаринский
Кочка́ринский — хутор в Алексеевском районе Волгоградской области России. Входит в Яминского сельского поселения.
Хутор расположен в 8 км северо-восточнее станицы Алексеевской и в 3 км северней хутора Яминский, на левом берегу реки Бузулук.
Рядом с хутором проходит асфальтированная дорога «Новоаннинский—Алексеевская» с автобусным сообщением. Хутор газифицирован. Есть начальная школа.
Небольшой лесной массив в пойме Бузулука.

## История
По состоянию на 1918 год хутор входил в Алексеевский юрт Хопёрского округа Области Войска Донского.